# Dugo Polje (gmina Sokobanja)
Dugo Polje (cyr. Дуго Поље) – wieś w Serbii, w okręgu zajeczarskim, w gminie Sokobanja. W 2011 roku liczyła 519 mieszkańców.